# اچ‌ام‌اس آس (پی۴۱۴)
اچ‌ام‌اس آس (پی۴۱۴) (به انگلیسی: HMS Ace (P414)) یک زیردریایی بود. این زیردریایی در سال ۱۹۴۵ ساخته شد.